# Surinaams Olympisch Comité

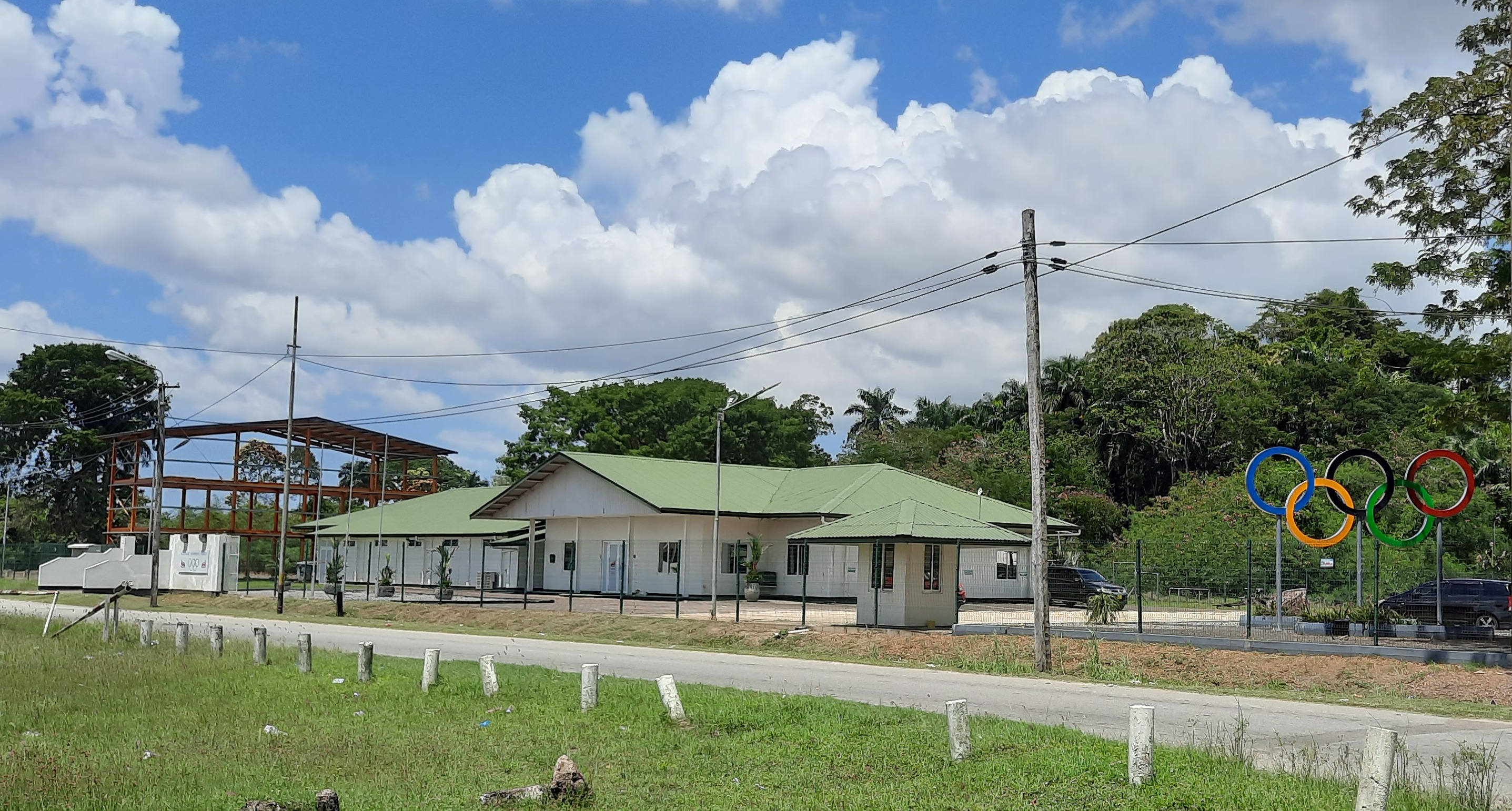
Het SOC in Paramaribo

Het Surinaams Olympisch Comité (SOC) is de Surinaamse vertegenwoordiger in het Internationaal Olympisch Comité (IOC).
In 1956 verscheen in de media het bericht dat het Surinaams Olympisch Comité was opgericht. In 1959 volgde de erkenning van het IOC en in 1960 zou Suriname, dat toen nog niet onafhankelijk was, voor het eerst aan de Olympische Spelen deelnemen. Omdat het Surinaamse basketbalteam zich niet kwalificeerde, ging de atleet Wim Esajas als enige Surinaamse sporter naar de Olympische Spelen van Rome waar hij zou uitkomen op het onderdeel 800 meter hardlopen. Door een fout van Fred Glans, de toenmalig secretaris-generaal van het SOC, verscheen hij niet bij de start zodat uiteindelijk in 1960 geen enkele Surinaamse sporter aan de wedstrijden heeft deelgenomen.
Suriname heeft nooit deelgenomen aan de Olympische Winterspelen. In 2008 werd voor de elfde keer deelgenomen aan de zomerspelen. De sporters die door Suriname werden afgevaardigd kwamen vooral uit in de disciplines atletiek (meer bepaald hardlopen) en zwemmen. Het is niet helemaal beperkt gebleven tot die twee; Surinaamse sporters kwamen ook uit in de disciplines badminton, judo en wielrennen.
Slechts één sporter die voor Suriname uitkwam is het gelukt een medaille binnen te halen. In 1988 haalde Anthony Nesty op de 100 meter vlinderslag een gouden medaille en in 1992 haalde hij brons op datzelfde onderdeel. Andere bekende Surinamers die deelgenomen hebben aan de Olympische Spelen zijn de hardlopers Sammy Monsels en Letitia Vriesde. Omdat het SOC er niet in slaagde Vriesde in 1984 af te vaardigen naar de Olympische Spelen van Los Angeles, omdat ze nog geen atlete van wereldklasse was, besloot ze haar land te verlaten en in Nederland te gaan trainen. Vriesde (die naast Surinaamse ook Nederlandse is geworden) heeft vijf keer deelgenomen aan de Olympische Spelen, maar is nooit bij de beste drie geëindigd. Wel won ze onder andere een zilveren medaille op de Wereldkampioenschappen atletiek in 1995 (Göteborg).

## Voorzitters SOC
| Periode      | voorzitter               |
| ------------ | ------------------------ |
| 1959-1961    | Sam Salomons             |
| 1961-1969    | Otto R.G. Vervuurt       |
| 1969-1971    | Paul J. Kappel           |
| 1971-1998    | Dr. Baltus F.J. Oostburg |
| 1998-2001    | Desi Bouterse            |
| 2002-2013    | Gerhard van Dijk         |
| 2014 - 2017  | Guno van der Jagt        |
| 2017 - heden | Ramon Tjon A Fat         |

## Lidbonden
Momenteel (2010) zijn er 17 sportbonden bij het SOC aangesloten:
| - Surinaamse Atletiek Bond - Surinaamse Badminton Bond - Surinaamse Basketbal Associatie - Surinaamse Boks Bond - Surinaamse Judo Federatie - Surinaamse Karate Associatie | - Surinaamse Schaak Bond - Surinaamse Schutters Federatie - Surinaamse Taekwondo Associatie - Surinaamse Tafel Tennis Bond - Surinaamse Tennis Bond - Surinaamse Triathlon Unie | - Surinaamse Voetbal Bond - Surinaamse Volleybal Bond - Surinaamse Wielren Unie - Surinaamse Worstel Federatie - Surinaamse Zwem Bond |